# Ligne de Djebel Jelloud à Kasserine
La ligne de Djebel Jelloud à Kasserine est une ligne de chemin de fer du centre de la Tunisie.

## Histoire
La section entre Tunis et Pont-du-Fahs est ouverte au trafic en décembre 1897, celle entre Pont-du-Fahs et Haïdra début 1906 et celle entre Haïdra et Kasserine en 1940.